# Sabotage (Bebe Rexha)
Sabotage è un singolo della cantante statunitense Bebe Rexha, pubblicato il 16 aprile 2021 dalla Warner Records come secondo estratto dal secondo album in studio Better Mistakes.

## Descrizione
Sabotage è un brano pop composto in chiave di La bemolle maggiore con un tempo di 90 battiti per minuto. È stato scritto dalla stessa cantante con la collaborazione di Jon Hume, Michael Matosic, Michael Tighe e Greg Kurstin, ed è stato prodotto da quest'ultimo.
In merito al brano, la cantante ha affermato: "Sabotage è una delle canzoni più vulnerabili del mio nuovo album, Better Mistakes. È tanto bella quanto dolorosamente onesta. Ammetto di mettermi i bastoni tra le ruote quando le cose vanno bene. So di non essere sola nel vivere l'auto-sabotaggio durante i momenti più preziosi della vita, e questa ballata è un riconoscimento del fatto che a volte siamo i nostri peggiori nemici".

## Video musicale
Il videoclip, diretto da Christian Breslauer, è stato pubblicato sul canale YouTube della cantante in concomitanza con l'uscita del brano. Il videoclip mostra Rexha in una casa abbandonata, con un prato ai suoi piedi che lentamente sprofonda nell'acqua e tutti gli specchi che si frantumano intorno a lei. Alla fine, dà fuoco alla casa con un fiammifero.

## Tracce
Download digitale
1. Sabotage – 2:56

## Successo commerciale
La canzone non è entrata in nessuna classifica ufficiale, ma ha raggiunto la posizione 9 nella classifica radiofonica finlandese Finland Airplay e la posizione 19 nella classifica neozelandese New Zealand Hot Singles.